# ذيل الموضوعات (كتاب)
الزيادات على الموضوعات. وبسمى ذيل الللآلئ المصنوعة في الأحاديث الموضوعة، كتاب ألفه الحافظ جلال الدين السيوطي (849 هـ - 911 هـ)، استدرك فيه عددا كبيرا من الأحاديث الموضوعة التي فاتت ابن الجوزي فلم يذكرها.

## نبذة عن الكتاب
قال الحافظ جلال الدين السيوطي في مقدمة الكتاب: فإني لما فرغت من اختصار كتاب الموضوعات للحافظ أبي الفرج ابن الجوزي، وتحرير أحاديثه وما يُتعقب عليه على الوجه الأتمّ؛ أردفته بهذا الذيل موردا فيه جملة من الموضوعات التي لم يُلِمَّ بذكرها، ورتبته على الأبة اب كترتيبه.